# Глорія Грем
Глорія Голворд, відома як Грем (англ. Gloria Grahame; *28 листопада 1923, Лос-Анджелес — †5 листопада 1981) — американська акторка та співачка, володарка премії «Оскар» (1953).

## Кар'єра
Глорія Голворд народилася 28 листопада 1923 в Лос-Анджелесі. Батько, Реджінальд Майкл Блокс Голворд, нащадок короля Едуарда III, був архітектором. Мати, Джіні МакДугол, була британською акторкою, відомою на батьківщині під псевдонімом Джин Грем. Мати була першою вчителькою акторської майстерності для Глорії, ставши для неї і наставницею і прикладом.
Кінокар'єра Голворд почалася в 1944, після того, як її помітив співзасновник компанії «MGM» Луїс Барт Маєр, під час її бродвейського виступу. Першого великого успіху Голворд домоглася в 1946 після виходу на екрани фільму «Це прекрасне життя». Через рік акторка покинула «MGM» і підписала контракт з «RKO». У 1948 за роль у фільмі «Перехресний вогонь» була номінована на «Оскар» як «Найкраща акторка другого плану». У 1950 Грем отримала хороші відгуки за роль Лорел Грей в нуарі «У затишному місці», а в 1953 стала володаркою премії «Оскар» за роль Розмарі Бартлоу у фільмі Вінсента Міннеллі «Злі і красиві».
Надалі знялася в таких фільмах, як «Сильна спека» (1953), «Не як чужий» (1955), «Оклахома!» (1955) та інших. До кінця 1950-х Глорія Грем поступово стала повертатися на театральну сцену, тому що через її характер багато режисерів не хотіли брати її в свої картини. У 1960-1970-ті в основному грала в театрі або працювала на телебаченні, задовольняючись лише рідкісними незначними ролями в кіно. За свій внесок в кіноіндустрію Глорія Грем удостоєна зірки на Голлівудській алеї слави по Голлівуд-бульвар 6522.

## Особисте життя
Була одружена зі Стенлі Клементсом (1945-1948), режисером Ніколасом Реєм (1948-1952, 1 дитина), Сі Говардом (1954-1957, 1 дитина), син другого чоловіка Ентоні Рей (1960-1974, двоє дітей), з усіма розлучилася.
У 1981 Глорія Грем знепритомніла і впала на репетиції під час своїх британських виступів. Незабаром була відправлена в Нью-Йорк, де у неї діагностували рак грудей. 5 листопада 1981 в віці 57 років померла. Похована на меморіальному кладовищі в передмісті Лос-Анджелеса.

## Фільмографія
- 1980 — Мелвін і Говард — Місіс Сіско
- 1979 — По вуха закоханий — Клара
- 1976 — Приречений маєток — Кетрін
- 1959 — Ставки на завтра — Гелен
- 1956 — Людина, якої ніколи не було — Люсі Шервуд
- 1955 — Оклахома! — Енні
- 1955 — Не як чужий — Геррієт Ланг
- 1954 — Людське бажання — Вікі Баклі
- 1953 — Людина на канаті —
- 1953 — Сильна спека — Деббі Марш
- 1952 — Макао — Марджі
- 1952 — Злі й гарні — Розмарі Бартлоу
- 1952 — Раптовий страх — Айрін Нівз
- 1952 — Найбільше шоу на землі — Енджел
- 1950 — У затишному місці — Лорел Грей
- 1949 — Жіночий секрет — Сьюзен
- 1947 — Перехресний вогонь — Джіні Трімейн
- 1946 — Це дивовижне життя — Віолет Бик
- 1945 — Без любові — Квіткарка

## Нагороди
- 1953 — Премія «Оскар» — найкраща жіноча роль другого плану, за фільм «Злі і красиві»

1. 1 2  Deutsche Nationalbibliothek Record #118961713 // Gemeinsame Normdatei — 2012—2016.
2. 1 2  Bibliothèque nationale de France BNF: платформа відкритих даних — 2011.